# Octubre
En el calendario gregoriano, octubre es el décimo y antepenúltimo mes del año y tiene 31 días. Su nombre deriva de haber sido el octavo mes del calendario romano. Según la Real Academia, «octubre» es la forma preferida en el uso culto, mientras que «otubre» está en desuso, aunque no se considera incorrecto. La palabra octubre proviene del latín, idioma en el que significa "ocho meses". A pesar de ser el décimo mes en la actualidad gracias a la aportación del calendario juliano, es el octavo mes en el calendario romano, puesto que se consideraba que marzo era el primer mes del año y diciembre, el último.
En la religión católica, el mes de octubre está dedicado a la Virgen del Rosario y ángeles de la guarda. «La Iglesia ha reconocido siempre una eficacia particular al Rosario, confiándole, mediante su recitación comunitaria y su práctica constante, las causas más difíciles».

## Acontecimientos en octubre

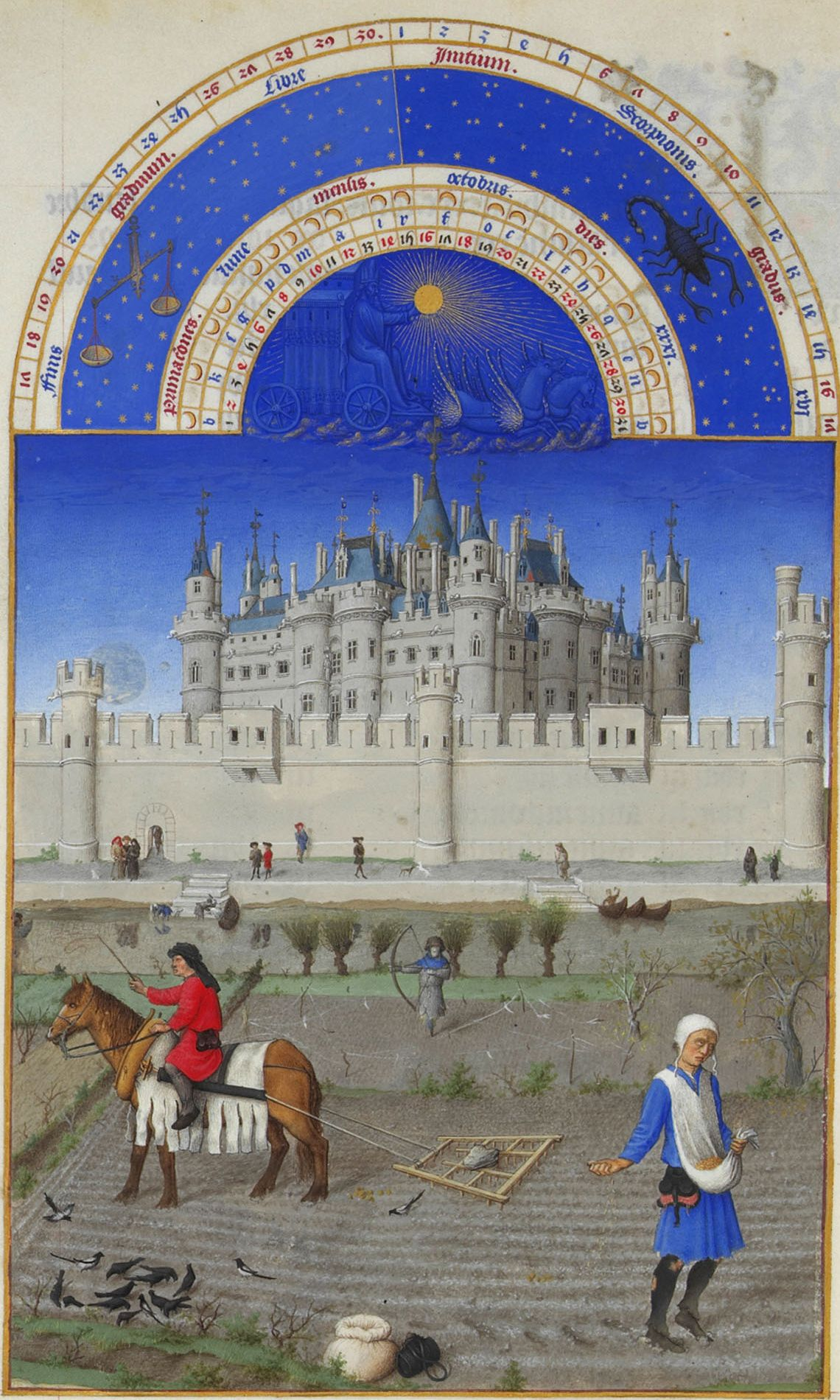
Octubre, Les Très Riches Heures del duque de Berry.

- El 1 de octubre se celebra el Día del Niño en El Salvador y Guatemala.[3]
- El 2 de octubre se celebra el Día de los Santos Ángeles custodios.
- El 2 de octubre de 1968 ocurre en México la tragedia de la Matanza de Tlatelolco que dejó a más de 400 estudiantes muertos y 1000 heridos.
- El 3 de octubre se celebra el día del nacimiento del general Francisco Morazán (Honduras).
- El 3 de octubre de 1968 ocurrió un golpe de Estado en Perú liderado por Juan Velasco Alvarado, derrocando al presidente Fernando Belaúnde Terry.
- El 4 de octubre se celebra el Día mundial de los animales.[4]
- El 7 de octubre está la solemnidad de la Virgen del Rosario.

- El 12 de octubre de 1492, un grupo expedicionario español, comandado por Cristóbal Colón llega al continente americano, protagonizando uno de los mayores hitos de la Historia.[5]

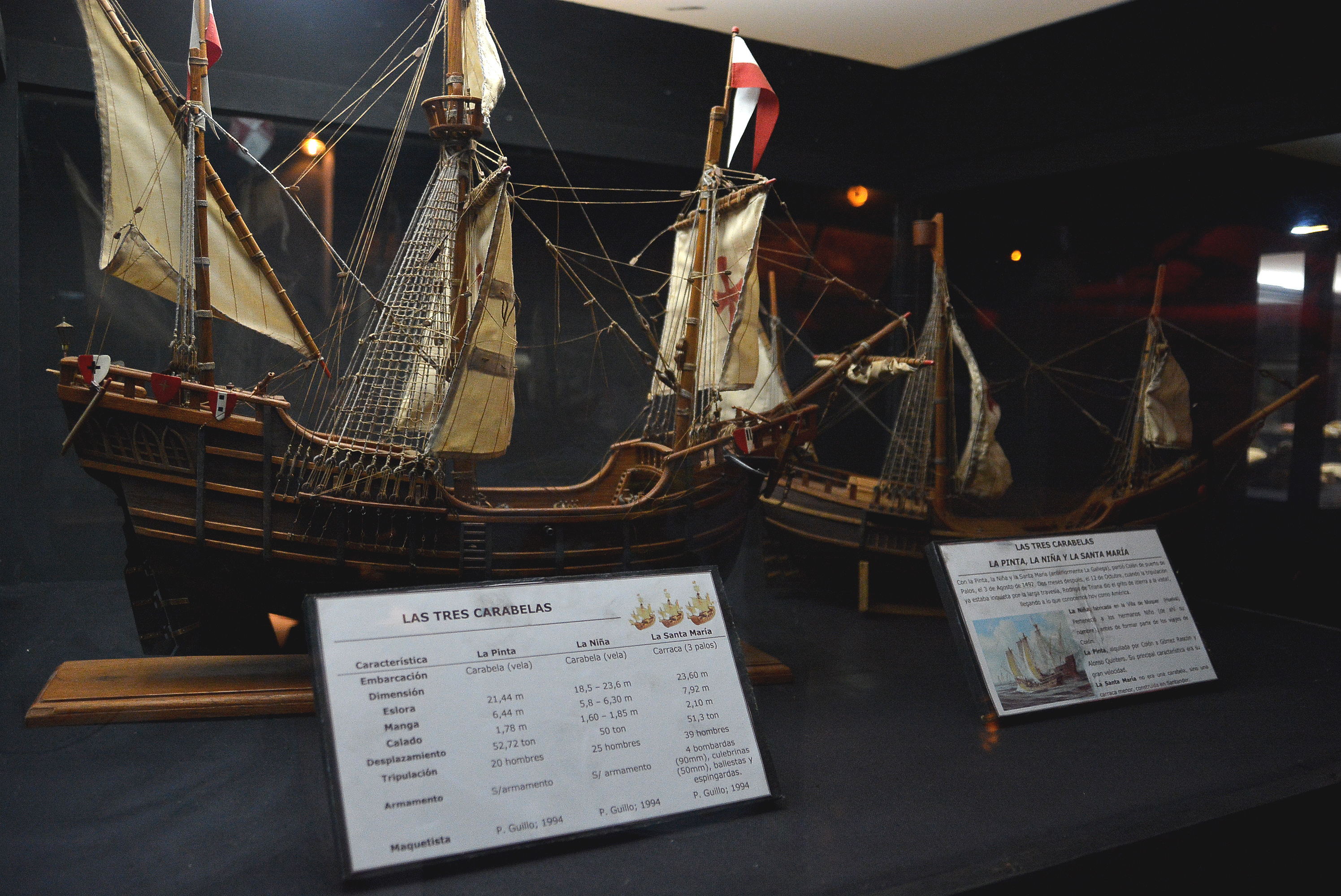
Modelo de Las Tres Carabelas Museo del Mar Cumaná

- El 12 de octubre de 1913, se creó el Club Atlético Talleres
- El 16 de octubre se celebra el Día Mundial de la Alimentación.[6]
- El 17 de octubre se celebra el Día Internacional para la Erradicación de la Pobreza.[7]
- El 17 de octubre se celebra en la argentina el Día de la Lealtad Peronista
- El 19 de octubre Día mundial de la lucha contra el cáncer de mama.
- El 20 de octubre Día de la Revolución en Guatemala.
- El 23 de octubre se celebra el Día Nacional de la Aviación en México.[8]
- El 24 de octubre de 1945, en la ciudad estadounidense de Nueva York se creó la Organización de las Naciones Unidas.[9]
- El 24 de octubre se celebra el Día de las Naciones Unidas.[10]
- El 27 de octubre se celebra el Día Mundial del Patrimonio Audiovisual.[11]
- El 28 de octubre se celebra el Día Mundial de la Animación.[12]
- El 28 de octubre se celebra, en algunas iglesias a San Judas Tadeo

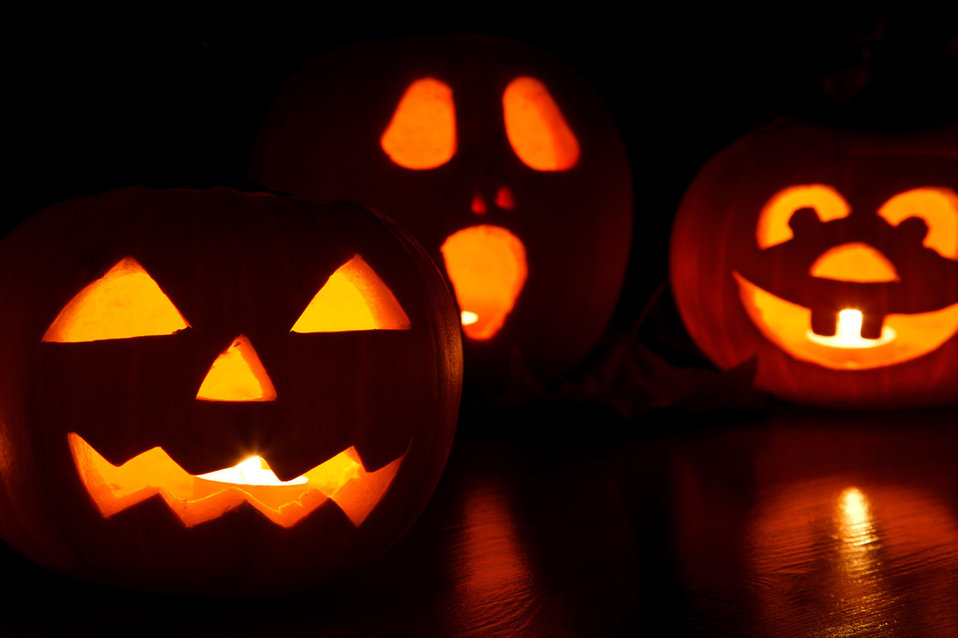
Calabazas de Halloween cada 31 de octubre

- El 31 de octubre se celebra el día internacional de La Biblia.

- El 31 de octubre se celebra el aniversario de la Reforma Protestante naciendo las Iglesias Evangélicas y Protestantes

- El 31 de octubre se celebra la fiesta de Halloween.[13]

- El 31 de octubre se celebra el Día de la Canción Criolla en Perú.[14]
- El 31 de octubre se celebra el Día del Escudo Nacional en Ecuador.[15]

## Celebraciones
- Octubre es el mes de la prevención del cáncer de mama, cuyo símbolo internacional es el lazo rosado.
- El primer lunes siguiente al 15 de octubre se celebra el Día de las Escritoras en España.
- En Perú, todo el mes de octubre es llamado "mes morado", debido a las celebraciones en honor al Señor de los Milagros en Lima. También se acostumbra comer turrón de Doña Pepa, un postre vinculado a esta festividad.

## Otros datos
- Para la Iglesia católica, este mes está dedicado al Santo Rosario.[16]